# Église Saint-Donat de Saint-Donat (Puy-de-Dôme)
L'église Saint-Donat, ou église Saint-Sixte, est un édifice religieux catholique sis à Saint-Donat, en France. Bâtie au XIIe siècle et plusieurs fois remaniée, elle fait l'objet d'une protection au titre des monuments historiques.

## Localisation
L'église est située dans le département français du Puy-de-Dôme, au centre du village de Saint-Donat.

## Historique
L'église a été bâtie au XIIe siècle. De l'édifice original, il ne subsiste plus que le chœur. La nef date du siècle suivant et les chapelles latérales du XVe siècle, en même temps qu'une partie de la nef était refaite. Le clocher, rebâti au XIXe siècle, est restauré dans les années 1920. Le déplacement du cimetière attenant à l'église s'effectue au début du XXe siècle.
L'édifice est inscrit au titre des monuments historiques le 29 août 1947.

## Architecture
Comme pour nombre d'églises, l'édifice est orienté est-ouest. Au sud s'ouvre le portail au-dessus duquel s'élève le clocher-flèche. Un chevet hémisphérique recouvert de lauzes et orné de chapiteaux et de modillons sculptés termine l'édifice côté oriental.

## Mobilier
Deux objets de l'église sont classés au titre des monuments historiques : une cloche en bronze datée de 1471, ainsi qu'un plat de quête du XVIe siècle en cuivre repoussé.

## Galerie de photos

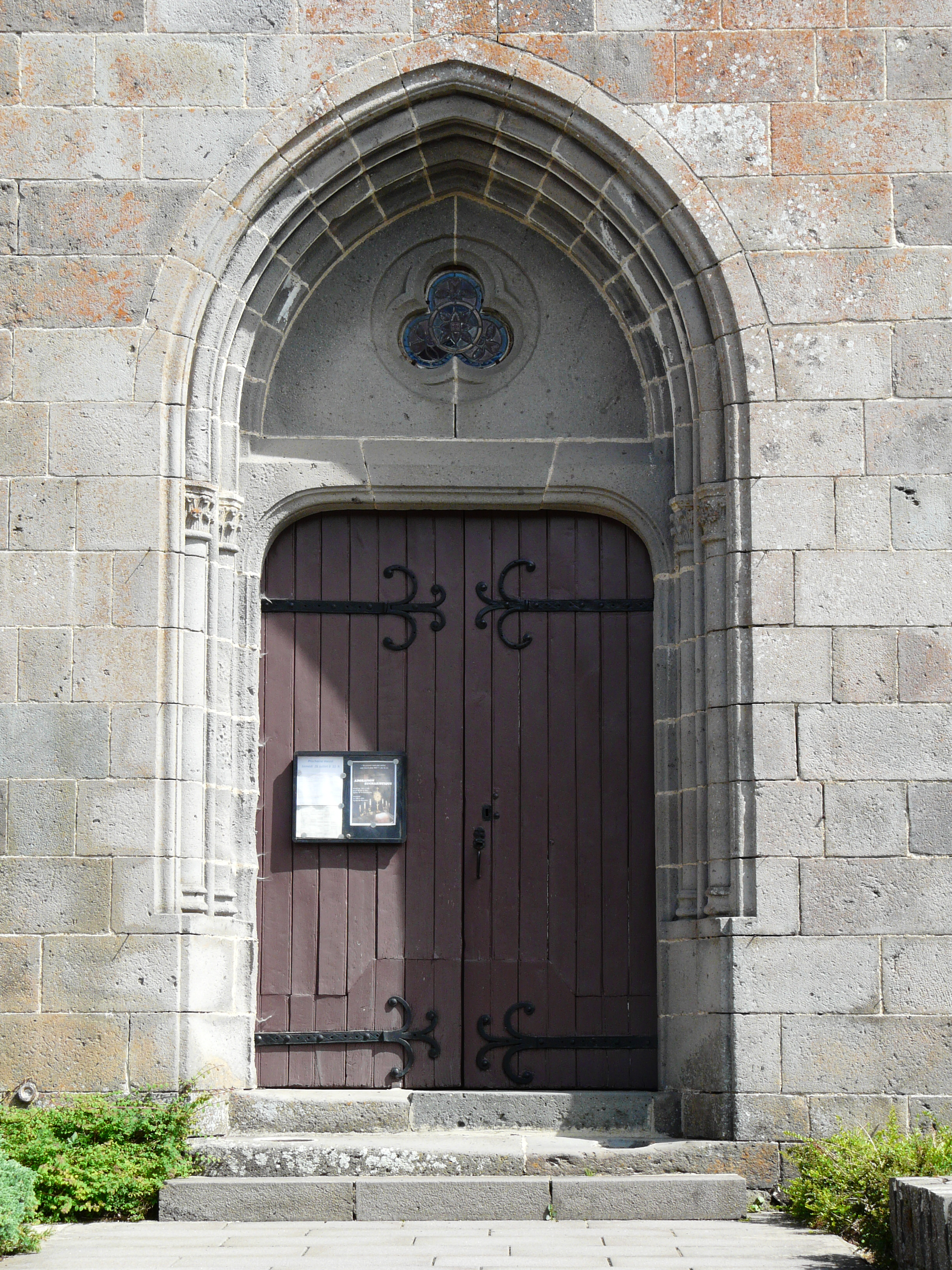
Le portail.
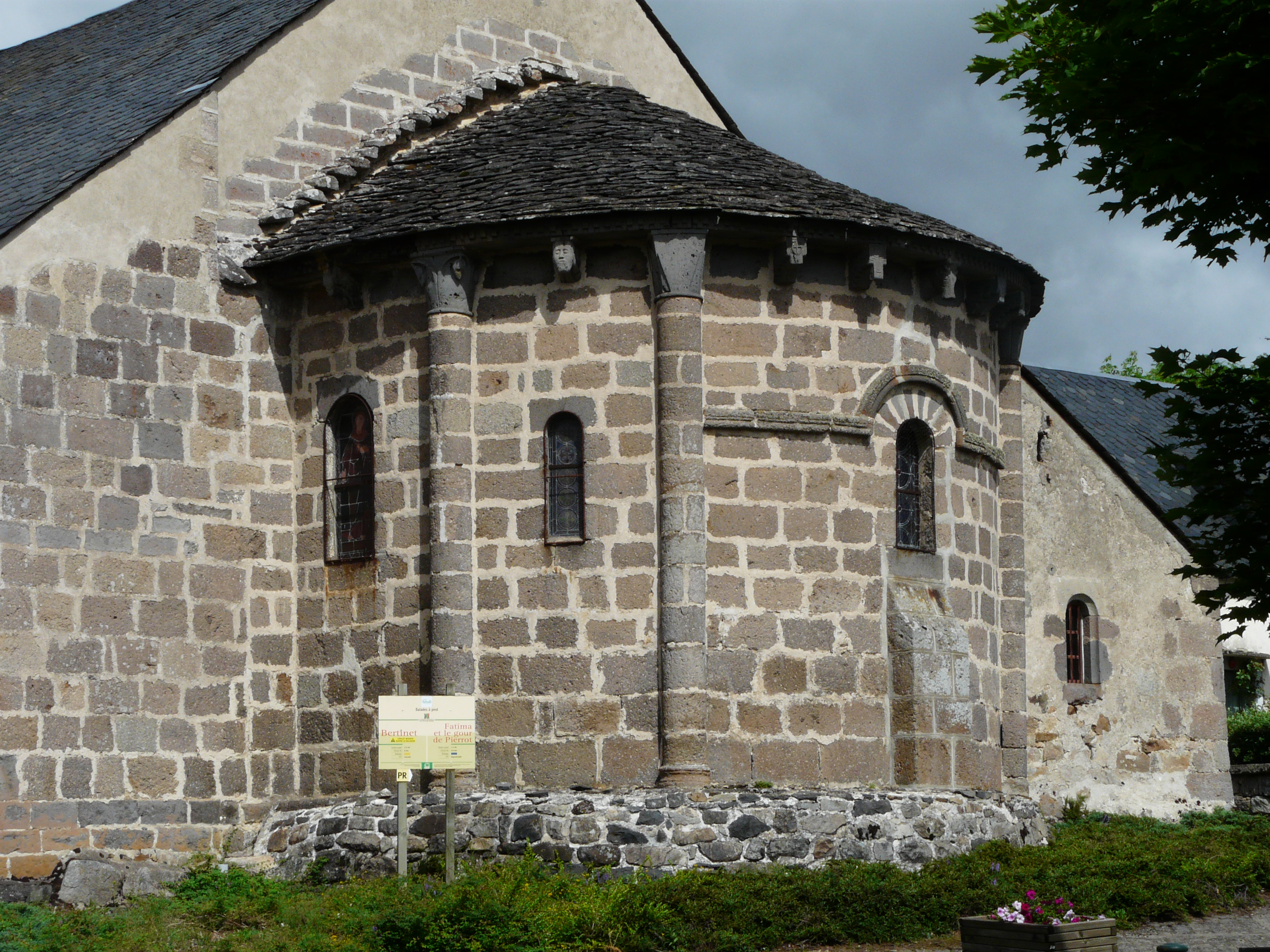
Le chevet.
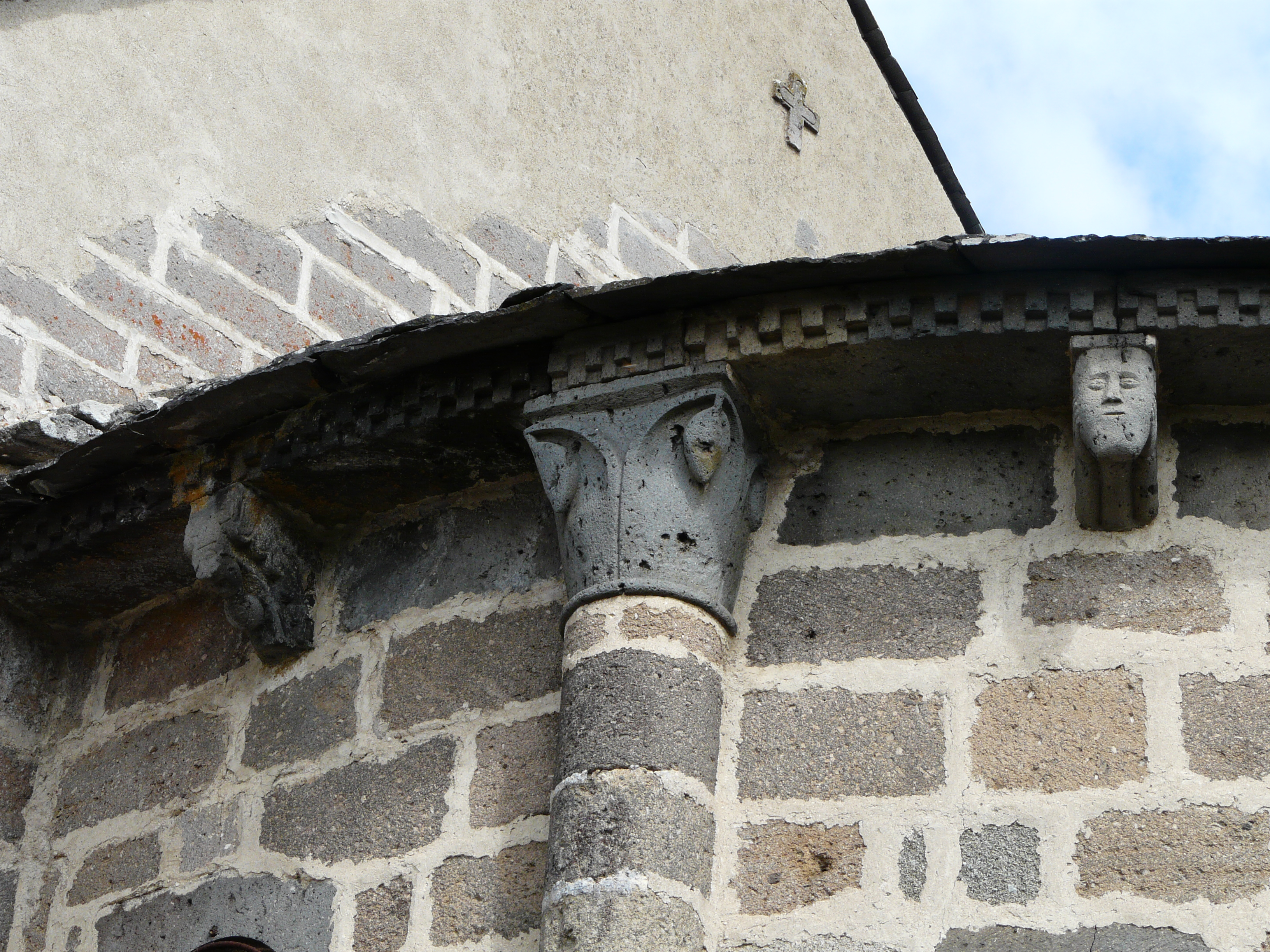
Chapiteau et modillons sculptés du chevet.